# Zeugodacus trimaculatus
Zeugodacus trimaculatus is een vliegensoort uit de familie van de boorvliegen (Tephritidae). De wetenschappelijke naam van de soort werd voor het eerst geldig gepubliceerd in 1954 door Hardy en Adachi.